# إيكاترينا ريدنيكوفا
إيكاترينا فاليريفنا ريدنيكوفا (أيضًا إيكاترينا ريدنيكوفا: الروسية: Екатерина Валерьевна Редникова ، من مواليد 17 مايو 1973) هي ممثلة مسرحية وسينمائية روسية ، اشتهرت بأدوارها في الأفلام بما في ذلك اللص و منزل.

## روابط خارجية
- إيكاترينا ريدنيكوفا في قاعدة بيانات الأفلام على الإنترنت